# 올자스 벡테노프
올자스 아바예비치 벡테노프(카자흐어: Олжас Абайұлы Бектенов 올자스 아바이울르 벡테노프, 러시아어: Олжас Абаевич Бектенов, 1980년 12월 13일~)는 카자흐스탄의 정치인으로, 현임 카자흐스탄의 총리이다. 2022년 2월 25일부터 2023년 4월 3일까지 카자흐스탄 반부패청 청장으로 재직하였고 바로 다음 카자흐스탄 대통령 행정부 비서실장을 2024년 2월 6일까지 재직하였다. 2024년 2월 6일, 전임 총리 알리한 스마일로프의 퇴직으로 인해 카심조마르트 토카예프 대통령의 지시로 후임 카자흐스탄 총리에 임명하였다. 소속 정당은 아마나트이다.
| 전임 로만 스클랴르 (권한대행) | 카자흐스탄의 총리 2024년 2월 6일~현재 | 후임 현직 |